# Cana I
Cana I è un arrondissement del Benin situato nella città di Zogbodomey (dipartimento di Zou) con 5.217 abitanti (dato 2006).